# 밀월 (1989년 영화)
《밀월》(蜜月)은 1989년에 개봉한 대한민국의 영화이다.

## 캐스팅
- 최명길 : 서유진 역
- 이영하 : 이현민 역
- 유인촌 : 민영규 역
- 정한용 : 상우 역
- 임옥경 : 혜진 역
- 김하정 : 민정희 역
- 태현실 : 김 여사 역
- 이순재 : 민 차관 역
- 전운장 : 서 사장 역
- 김윤경 : 여사 역
- 전원주 : 송 여인 역
- 오태호 : 규열 역
- 김현남 : 진영 역
- 유명순 : 무당 1 역
- 석인수 : 무당 2 역
- 김기범 : 형사 1 역
- 박부양 : 형사 2 역
- 안진수 : 직원 역
- 이미경 : 학생 역
- 김미성 : 학생 역
- 최선중 : 학생 역